# DPCU (камуфляж)
Камуфляж DPCU (англ. Disruptive Pattern Camouflage Uniform (DPCU), дослівно — уніформа з деформаційним камуфляжем), відомий також під неофіційними назвами AusCam та Jelly bean camo — 5-колірний деформаційний військовий камуфляж, який використовувався Силами оборони Австралії в 1982—2014 роках. Замінив попередній однотонний камуфляж jungle greens, який використовувався з часів Другої світової війни. Перші версії камуфляжу DPCU з'явились у 1982 році, остаточний варіант був затверджений у 1987 році й почав впроваджуватись наприкінці 1989 року. Виробництво старого камуфляжу jungle greens було остаточно припинено в 1991 році.
У 2014 році, наслідуючи приклад британської армії, що замінила свій попередній DPM на новий камуфляж MTP, розроблений на базі комерційного камуфляжу MultiCam, камуфляж DPCU було замінено на новий камуфляж «австралійський Multicam» (AMCU), що використовує стару колірну гаму DPCU та мультиландшафтний візерунок, розроблений на основі камуфляжу MultiCam. Попри те, що AMCU став стандартним камуфляжем Збройних сил Австралії, камуфляж DPCU все ще носять на озброєнні солдати та багато резервних підрозділів, часто у поєднанні з новим зразком. Призовникам у навчальних закладах кінця 2010-х та початку 2020-х років видавали обидві форми у період очікування до офіційного прийняття АМКУ. 2021 рік був останнім роком офіційної видачі DPCU призовникам.

## Опис

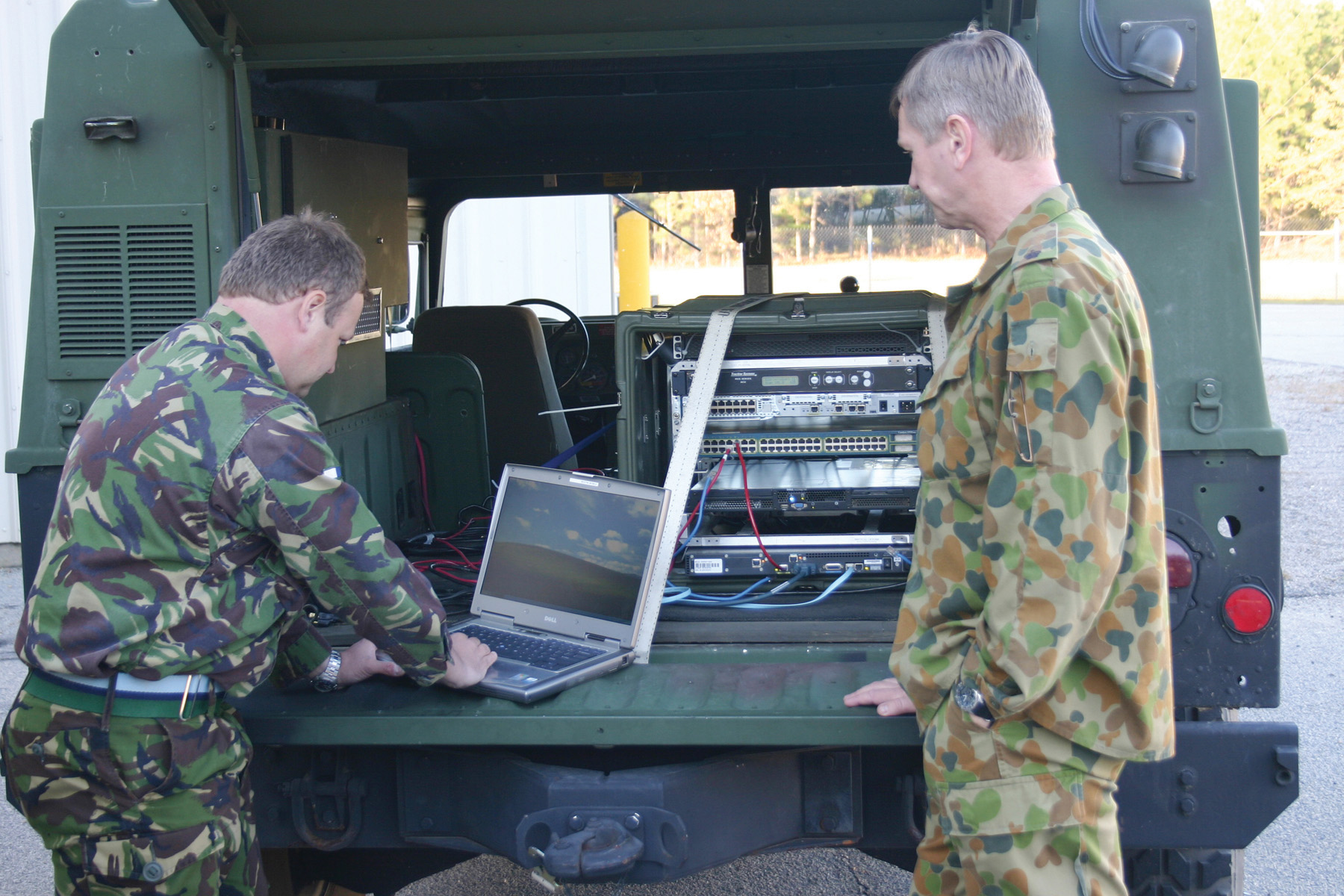
Австралійський офіцер у камуфляжі DPCU (праворуч), поруч з британський офіцером у камуфляжі DPM (2005 р.)

Перші однострої з камуфляжем DPCU були випущені в 1982 році. У 1986 році була представлена остаточна серійна версія з рядом змін. На шаблон візерунка частково вплинув американський камуфляж Frog-Skin, що використовувався американцями на Тихоокеанському театрі бойових дій під час Другої світової війни. DPCU було розроблено з використанням аерофотознімків австралійської місцевості, щоб визначити, який візерунок та колірна гама найбільше підходять для камуфляжної форми.
Обраний 5-колірний візерунок складається із фону зеленувато-пісочного кольору з довільно розташованими плямами оранжево-коричневого, середньо-коричневого, листяно-зеленого та дуже темно-зеленого кольорів. На перших тестових одностроях використовувався також сірий колір, але у більш пізніших версіях його замінили на користь другого коричневого тону.
Стандартний DPCU працює в районах від посушливих чагарників до тропічних джунглів по всій Австралії.
З моменту завершення колірної схеми армійську форму було модифіковано відповідно до стандартного формату НАТО, з однією блискавкою у центрі сорочки, кишенями на блискавці на сорочці та штанах замість оригіналу з клапаном на ґудзиках і більшими кишенями на рукавах, щоб наліплювати на них бейджі зі знаками розрізнення.
Попри те, що з 2022 року DPCU більше не випускається, цей камуфляж все ще використовується в обмеженій кількості в Силах оборони Австралії, переважно Королівським флотом Австралії та резервними формуваннями австралійської армії (такими як 11-та бригада). На додаток до цього курсанти австралійської армії (AAC) все ще використовують старіші варіанти форми DPCU станом на 2022 рік, хоча й почали повільний перехід на AMCU.

## Пустельна версія— DPDU

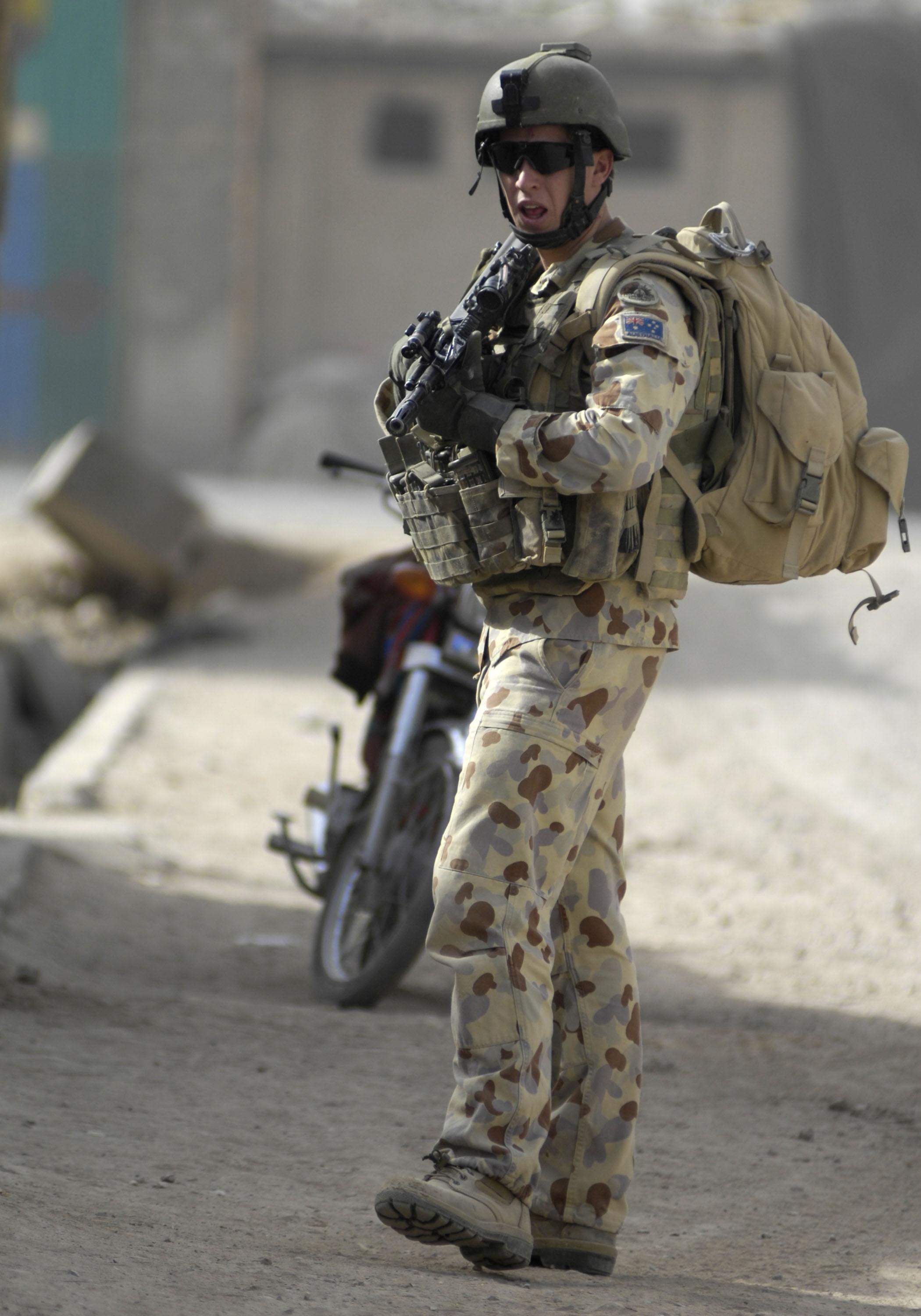
Австралійський солдат у пустельній версії (DPDU) в Афганістані.

Пустельна версія камуфляжу DPCU, що отримала офіційну назву DPDU (Disruptive Pattern Desert Uniform), була вперше випробувана у 1998 році на ракетному полігоні Вумера в Південній Австралії.
Перша версія, випущена у 2001 році, була надрукована трьома кольорами (коричневий і сірий на темно-коричневому тлі) з відсутністю 1/3 звичайного візерунка, і її було видано для австралійського спеціального авіаційного полку, дислокованого в Афганістані в рамках Міжнародних сил сприяння безпеці (ISAF). Після того, як перша версія пустельного камуфляжу виявилася занадто світлою за кольором для афганської місцевості, роком пізніше була випущена друга версія, що використовувала 5 кольорів: коричневий, салатово-зелений, сірий і дуже світло-блакитний на темно-коричневому тлі. Після цього була розроблена третя версія, що використовувала коричневий, сірий, дуже світло-блакитний і фіолетовий на жовтому тлі. У сорочці змінено крій, нижні кишені опущено та розміщено на рукавах.
У 2006 році була затверджена наступна версія камуфляжу DPDU. Кольори залишились такими ж, як у попереднього DPDU, а зміни стосувались одностроїв і включали переміщення плечових ременів на грудях, зміни кнопок на клапанах нагрудних і вантажних кишень на блискавку та незначні зміни кишень на рукавах. Цей тип одностроїв видається усьому персоналу збройних сил Австралії, що служить за кордоном у посушливих та пустельних регіонах, таких як Ірак.

## Проміжний варіант— DPMU
Новий варіант DPDU, відомий як «Midpoint» (проміжний), пізніше названий DPMU, мав бути поступово введений у вибрану службу в Афганістані (2010). Командувач армії Кен Гіллеспі відвідав Афганістан, демонструючи нову форму. Візерунок залишився таким самим, як і для DPCU та DPDU, але зі світло-жовтим основним кольором, світло-сірим, пісочним, оливково-зеленим і червоно-коричневим. Новий варіант був розроблений для подолання проблем, пов'язаних з роботою в районах «зеленого поясу» Афганістану та навколо нього (зокрема, на кукурудзяних полях), де DPDU був занадто світлим за кольором, в той час, як DPCU був занадто зеленим для відкритих посушливих територій. Однак випробування показали, що в більшості областей оригінальний камуфляж DPCU працював ефективніше, ніж новий камуфляж Midpoint, і його не було прийнято. Одним із зауважень було те, що новий камуфляж використовував кольори, які все ще були занадто невідповідними для операцій у пустелі.

## Морська версія— DPNU

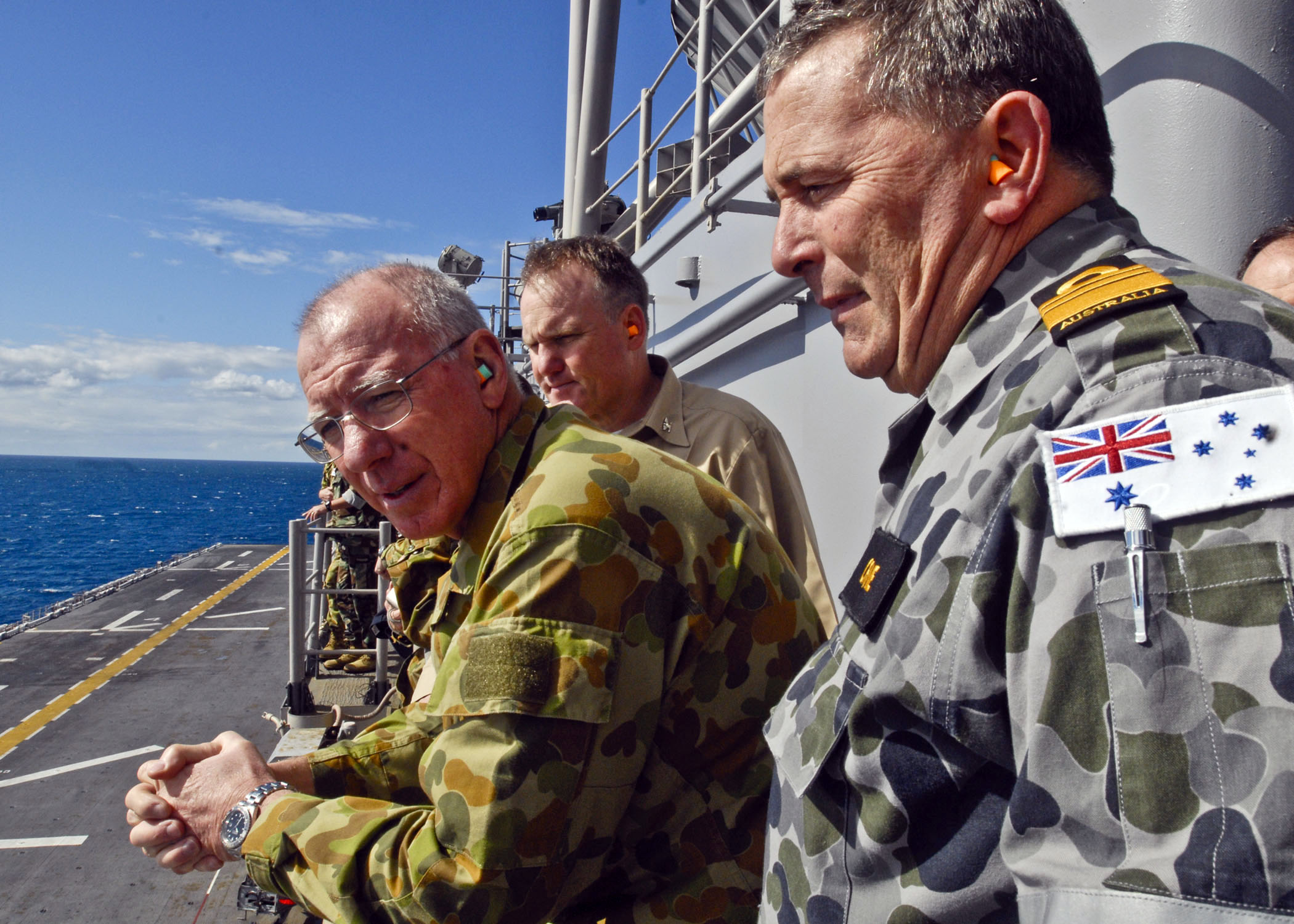
Віцеадмірал Рас Крейн (праворуч). в морській версії камуфляжу (DPNU)

Королівські ВМС Австралії використовували "морську" версію камуфляжу, що складається з «прибережних кольорів» різних відтінків сірого з зеленим, що отримала офіційну назву Disruptive Pattern Naval Uniform (DPNU). До появи уніформи існувала певна плутанина щодо того, навіщо взагалі використовувався деформаційний візерунок на одностроях для моряків, враховуючи, що уніформа включала світловідбиваючу стрічку на плечі, щоб зробити користувача більш помітним у разі падіння за борт. Основною причиною використання візерунка AUSCAM є не забезпечення потреб камуфляжу, а досягнення одноманітності з іншими австралійськими родами військ, які використовують виразно австралійський візерунок, завдяки чому особовий склад можна ідентифікувати як австралійця, а через використання кольорів узбережжя — як військово-морського персоналу. На флоті камуфляж DPNU замінив кілька комплектів іншого одягу, включно з сірим вогнестійким комбінезоном і синім спецодягом (AWD). Співробітникам RAN, яким раніше була видана уніформа DPCU (наприклад, водолазам-саперам), продовжуватимуть видавати набір DPCU на додаток до уніформи DPNU.

## Версія «умовний супротивник»— DPCU OPFOR
Наприкінці 1990-х модифікована колірна схема Auscam була випробувана для використання в підрозділах OPFOR, що виконували на навчаннях роль «умовного супротивника». Цей візерунок був у тому ж стилі, що й стандартний DPCU, але в червоних і коричневих тонах, нібито нагадуючи візерунок у «російському» стилі. Використані кольори: темно-коричневий, середньо-коричневий, світло-коричневий і криваво-червоний, усі на темно-коричневому тлі. Він використовувався обмежено під час кількох навчань, але не випускався широко через витрати, пов'язані з використанням окремої форми лише з незначними змінами кольору виключно для використання як форми OPFOR, і як такий був вилучений з офіційної служби в 1998 році. Версія OPFOR камуфляжу DPCU виявилась дуже ефективною у червоних пісках деяких австралійських пустель.

## Версія ВПС— GPU

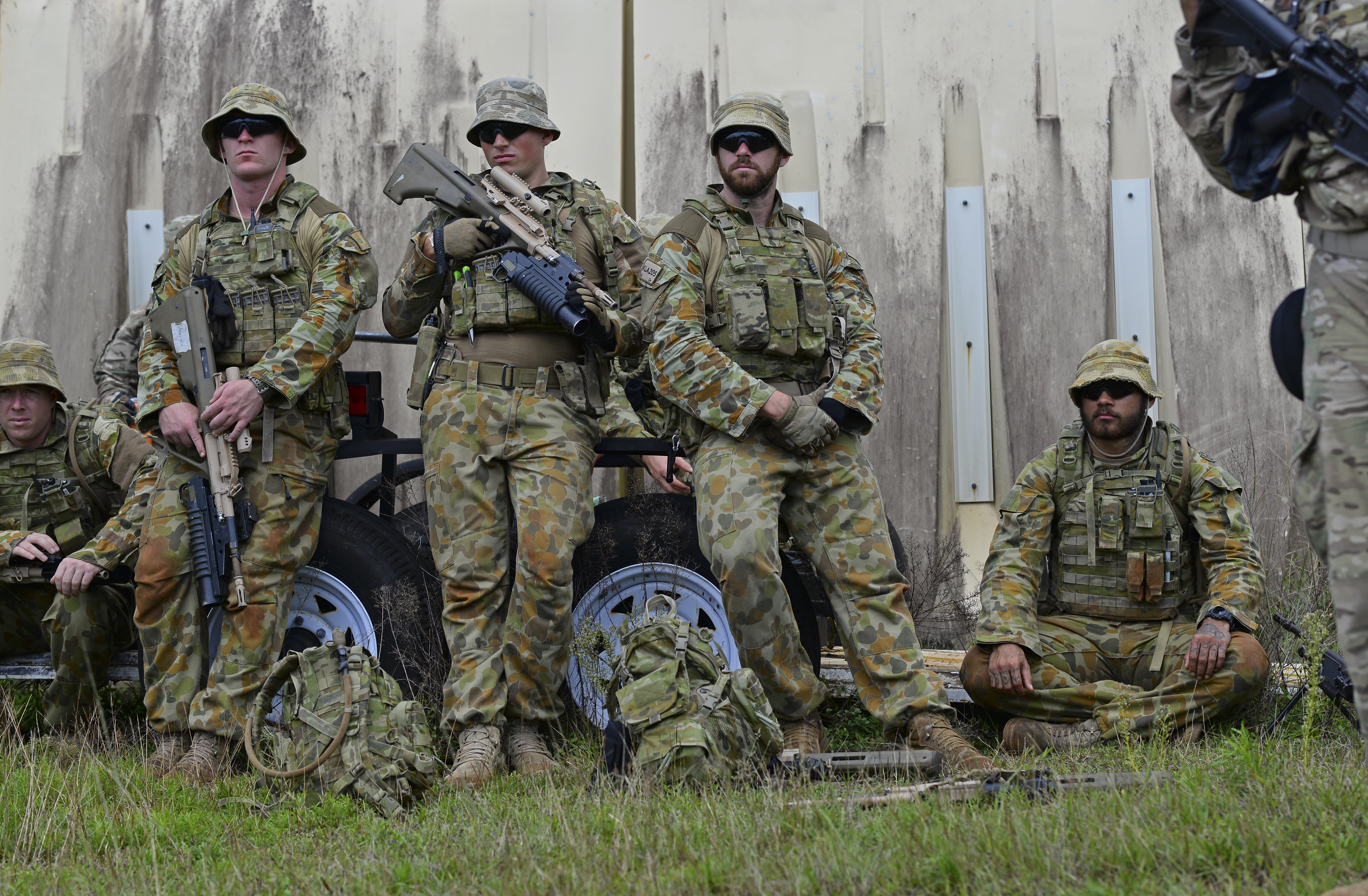
Бійці ВПС Австралії на навчаннях на о. Гуам у 2017 році

Варіант зразка DPCU, що отримав назву "уніформа ВПС з деформаційним камуфляжем" (AFDPU) був запропонований для Королівських ВПС Австралії як форма загального призначення. Ця експериментальна модель була такою ж, як і DPCU, з колірною палітрою, що складалася зі світло-сірого фону з одним із коричневих кольорів, заміненим на темно-сірий. Він не був прийнятий, однак новий варіант (під назвою DPAFU — Disruptive Pattern Air Force Uniform) розпочав випробування на користувачах наприкінці 2013 року. В ньому використано більш «цифровий» стиль, подібний до американського, на відміну від «сердечок і зайчиків» поточного формату DPCU.
У 2014 році ВПС Австралії оголосили, що усім військовим як новий робочий одяг для небойових умов буде видана нова уніформа General Purpose Uniform.

## Однострої

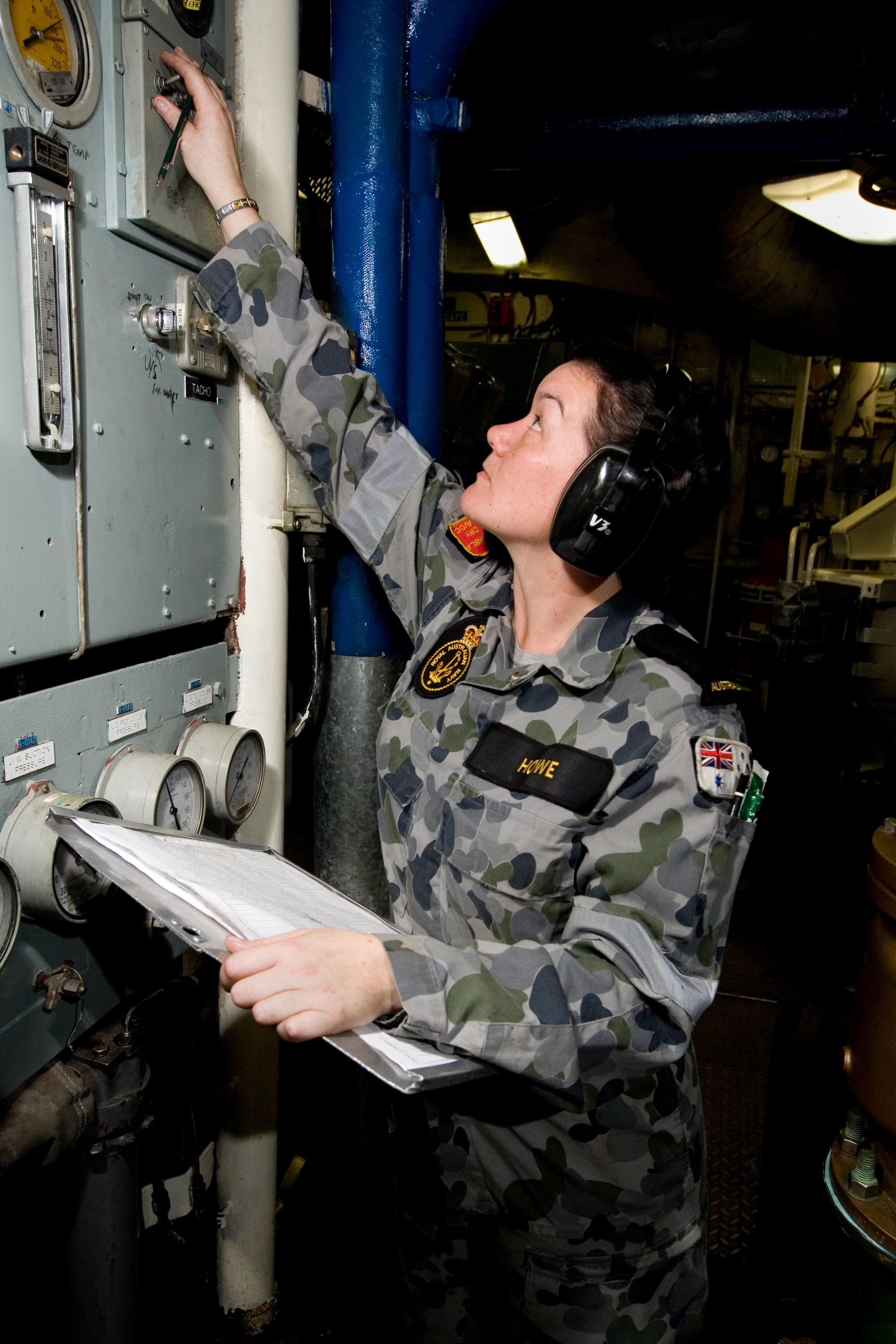
Військова Королівських ВМС Австралії у камуфляжі DPNU.

Одяг, що випускався з камуфляжем DPCU, включав однострої з куртки та штанів, джемпери Howard з компонентами DPCU, халати парашутистів (для десантників), комплект для вологої погоди та комплект для холодної погоди, а також дощову куртку з вощеної бавовни (Japara), яку майже завжди називають Japarra. Загальна спеціалізована уніформа включає танкістські, кінні та авіаційні варіанти стандартних форменних курток і штанів DPCU, а також льотні костюми, виготовлені з камуфляжами DPCU та DPDU.
Головні убори включали капелюхи з широкими полями, панами буні й гостроверху шапку з відкидним клапаном на шиї, звану кепі (носять лише члени підрозділів, які керують бронетехнікою, і підрозділи спостереження регіональних сил).
Інший спеціалізований одяг включає двосторонні куртки з австралійським "лісовим" камуфляжем DPCU та американським пустельним Desert Camouflage Uniform, що використовувались на початку війни в Іраку, уніформу для екстремальних холодів з камуфляжем DPCU (для використання в горах Афганістану взимку), маскхалати Ghillie /Yowie та польові капелюхи, спеціалізовані снайперські штани, а також спеціалізовані снайперські черевики з матеріалом DPCU, який покриває корпус черевика, і комплект NBC, включаючи куртку, штани та бахіли.
Кілька австралійських компаній виготовляють власний одяг з камуфляжами DPCU, DPDU та DPNU, серед відомих компаній Platatac, Sord і TAS.

## Заміна
У 2010 році австралійські спецпідрозділи, які діють в Афганістані, були помічені в камуфляжі Multicam комерційної американської компанії Cry Precision. Було розпочато випробування одностроїв з камуфляжем MultiCam і прийнято рішення розширити це випробування для австралійських операцій в Афганістані. У 2011 році з компанією Crye було укладено контракт на розробку шаблону камуфляжу з візерунком в стилі Multicam, але зі зміненими кольорами, що нагадували колірну гаму камуфляжу DPCU. У жовтні 2012 року австралійські війська, які мали вирушити до Афганістану, сфотографували в уніформі з новим австралійським камуфляжем AMCU (Australian Multicam Camouflage Uniform). На відміну від британського камуфляжу MTP, який також базувався на візерунку MultiCam, зміни були обмежені найтемнішими та найсвітлішими формами, які тепер імітують знайомі форми «желейних бобів» оригінального DPCU.